# Rudolf Reinhardt (Jurist)
Rudolf Reinhardt (* 7. Juni 1902 in Mühlhausen (Rheinland); † 23. Dezember 1976 in Marburg) war ein deutscher Zivilrechtler und Hochschullehrer.

## Leben
Rudolf Reinhardt wurde 1924 mit einer Arbeit über die Amortisationshypothek an der Universität Köln zum Dr. iur. promoviert. 1930 habilitierte er sich ebenfalls an der Universität Köln.
Zum 1. Mai 1933 trat Reinhardt der NSDAP bei (Mitgliedsnummer 2.134.467). 1935 wurde er zum beamteten a.o. Professor der Universität Halle ernannt, wo er vor allem Arbeitsrecht lehrte. Nach wenigen Semestern mit der Vertretung ihres vakanten Lehrstuhls betraut, wurde er 1938 von der Albertus-Universität Königsberg zum o. Professor für bürgerliches Recht, Handels-, Wirtschafts- und Arbeitsrecht ernannt. 1940 folgte er einem Ruf der Philipps-Universität Marburg. Zunächst Dekan der Juristischen Fakultät, amtierte er von 1942 bis 1945 als Rektor der Universität.
Unter anderem wegen der Fürsprache von Reinhardt konnte 1943 die Hinrichtung des als kommunistischen Widerstandskämpfers verurteilten Marburger Romanisten Werner Krauss, der Aktionen der Bewegung Rote Kapelle unterstützte, abgewendet werden.

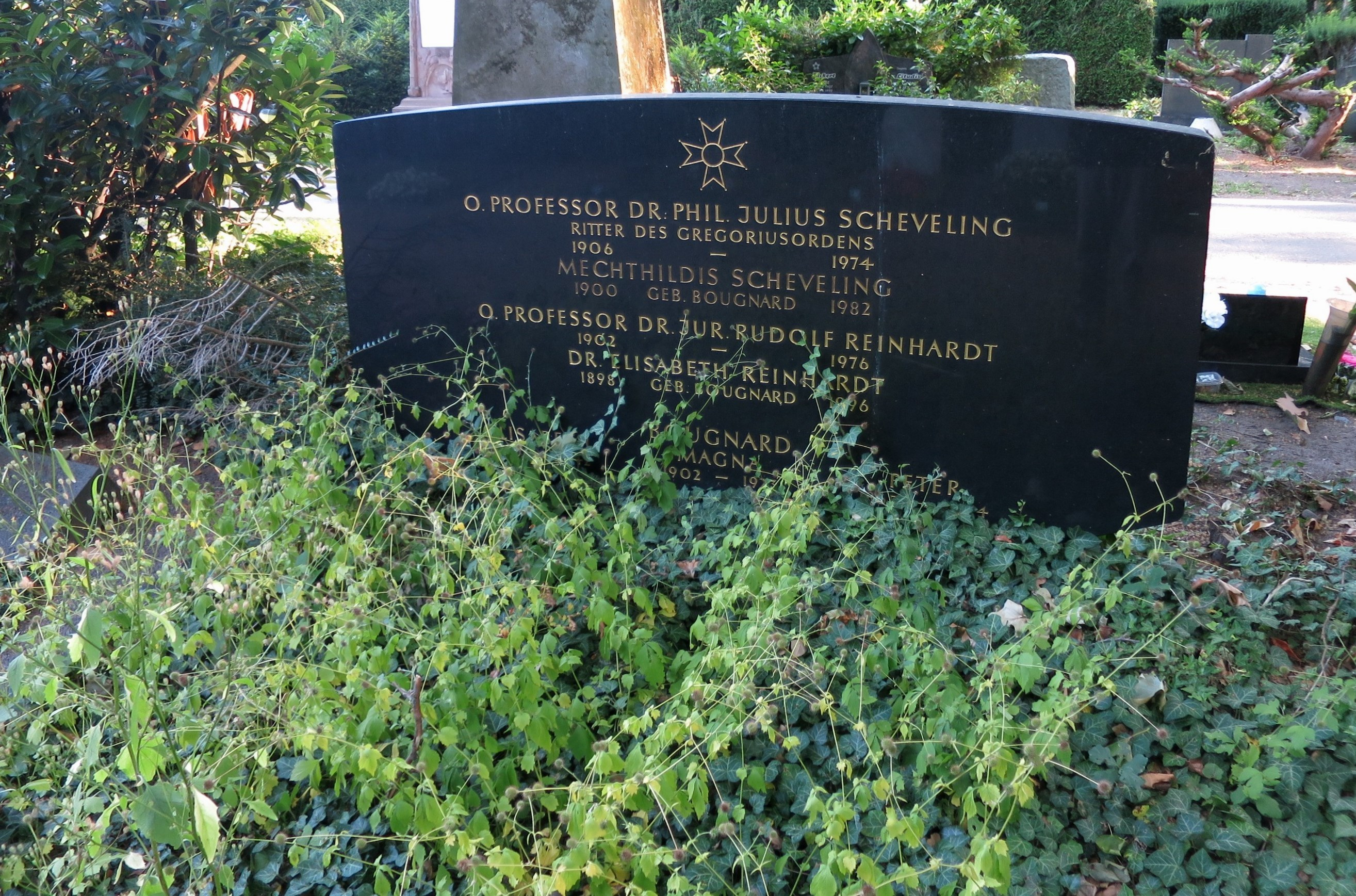
Grab auf dem Friedhof Melaten

Nach der Entnazifizierung (in der Entnazifizierungskommission saß der aus der Festungshaft entlassene Werner Krauss) wurde er ab 1947 am Institut für Genossenschaftswesen der Universität Marburg beschäftigt, 1954 wurde er erneut zum o. Professor für Bürgerliches, Handels-, Wirtschafts- und Arbeitsrecht ernannt. 1959/60 wurde Reinhardt erneut zum Rektor der Universität Marburg gewählt.
Bei Reinhardt habilitierten sich auch Walther Hadding und Klemens Pleyer.
Reinhardt verstarb 1976 im Alter von 74 Jahren. Er wurde im Familiengrab seiner Frau Elisabeth geb. Bougnard (1898–1996) auf dem Kölner Friedhof Melaten (Flur 14 (I)) beigesetzt.